# Septimiu Bucur
Septimiu Bucur (n. 28 martie 1915, Gâmbuț, România – d. 7 mai 1964, Târgu Mureș, România) a fost un critic literar și eseist român. 

## Biografie
S-a născut în familia numeroasă (8 copii) a profesorului Iulius Bucur și a soției sale, Veturia (născută Lazăr). Tatăl său era protopop unit la Târgu Mureș, iar cumnatul său era profesorul universitar clujean Ion Chinezu.  Septimiu Bucur a urmat cursurile primare și secundare la Liceul „Alexandru Papiu Ilarian” din Târgu Mureș. A citit mult în această perioadă (Un om sfârșit de Giovanni Papini, Frații Karamazov de Dostoievski, Faust de Goethe, Florile răului de Baudelaire, Mihai Eminescu, Sully Prudhomme), iar cartea La Vie de l'espace de Maurice Maeterlinck (pe care i-a împrumutat-o profesorul de limba română Dumitru Mărtinaș) l-a pus pe gânduri, producându-i comparații în problema timpului cu „Sărmanul Dionis”. În 1932 obține premiul I la un concurs național de literatura română și-l cunoaște cu acest prilej pe Nicolae Iorga.
A urmat apoi cursurile Facultății de Litere și Filosofie a Universității din București, frecventând asiduu cursurile predate de Nicolae Iorga, Dumitru Caracostea și Constantin Rădulescu-Motru și obținând licența în 1938. A lucrat în presa literară din România, iar în perioada 1941-1944 a îndeplinit funcția de consilier de presă la Legația română din Budapesta. În această perioadă, potrivit mărturiilor, a obținut acte de plecare în România pentru câțiva evrei români care au rămas, după Dictatul de la Viena, pe teritoriul cedat Ungariei.
La 23 august 1944, după întoarcerea armelor de către români, Septimiu Bucur a fost arestat de autoritățile fasciste din Ungaria, împreună cu soția sa și cu întregul personal diplomatic român din Budapesta, și deportat de Gestapo în Germania. A fost internat în lagărele din Oberschreiberhau, Eisenstein, Hochbruch și Teisnach, fiind eliberat de trupele aliate. A revenit în România, după un popas în Elveția, în octombrie 1945. În anul 1946 a fost destituit din Ministerul Afacerilor Externe și, rămas șomer, a lucrat ocazional până în 1954 ca profesor la diferite școli generale și la Liceul „Unirea” din Târgu Mureș. I s-a interzis apoi să mai predea și a fost angajat ca maistru al unui trust de construcții, lucrând pe un șantier din Copșa Mică (1954-1962). A obținut apoi în 1962 un post de traducător la Orvosi Szemle, revista Institutului Medico-Farmaceutic din Târgu Mureș. A murit în 1964, la vârsta de 49 de ani, în urma unui cancer de pancreas.

## Activitatea literară
A debutat în anul 1935, când era încă student, în revista Gândirea, devenind un colaborator fidel al revistei. A mai publicat, de asemenea, în anii 1937-1940 cronici literare, eseuri și recenzii ale scrierilor filozofice ale lui Lucian Blaga, Constantin Noica, Tudor Vianu și P. P. Negulescu în revistele România, România literară, Gând românesc, Azi etc. Recenziile scrierilor lui Blaga și Noica îi aduc recunoștința autorilor, care-i trimit cărți cu autograf, însoțite de câteva rânduri în care-și exprimă recunoștința pentru recenziile competente publicate.
I s-a interzis să mai publice după război, dar a continuat să scrie comentarii literare și eseuri care au fost adunate și incluse, împreună cu cronicile din perioada interbelică, în volumul postum Banchetul lui Lucullus (1978).

## Opera
- Banchetul lui Lucullus, ediție îngrijită și prefață de Serafim Duicu, Editura Dacia, Cluj-Napoca, 1978.